# 龐森島
龐森島是菲律賓的島嶼，位於宿霧島以東、萊特島以西的卡莫特斯海，屬於卡莫特斯群島的一部分，由宿霧省負責管轄，島上沒有電話服務和全日電力供應。
10°46′N 124°32′E / 10.767°N 124.533°E